# Paa yei
Paa yei é uma espécie de anfíbio anuro da família Ranidae.
É endémica da China.
Os seus habitats naturais são: rios.